# Brancaleone (Italia)
Brancaleone è un comune italiano di 3 159 abitanti della città metropolitana di Reggio Calabria in Calabria.
È stata definita "città delle tartarughe di mare" perché sulle sue spiagge, così come su quelle dei comuni vicini, depone le uova la tartaruga comune (Caretta caretta), facendo di questo tratto di costa l'area più importante di deposizione in tutta l'Italia. L'associazione Naturalmente Brancaleone, situata nel comune calabrese, si occupa difatti del monitoraggio dei siti di nidificazione e di recupero e cura degli esemplari catturati accidentalmente.

## Origini del nome
Il paese era chiamato in passato Sperlonga o Sperlinga. Questa denominazione fu poi sostituita con Mottaleonis, composto da motta (rialzo) e leone, probabilmente con senso metaforico. Il nome attuale si crede sia un soprannome.

## Monumenti e luoghi d'interesse

### Aree naturali

#### Parco archeologico
- Brancaleone Vetus parco archeologico dell'antico abitato di Brancaleone di nome "Sperlonga", edificato prima dell'anno 1000 è andato distrutto a seguito del terremoto del 1783.[3]

## Società

### Evoluzione demografica
Abitanti censiti

### Etnie e minoranze straniere
Secondo i dati ISTAT al 31 dicembre 2009 la popolazione straniera residente era di 272 persone. Le nazionalità maggiormente rappresentate in base alla loro percentuale sul totale della popolazione residente erano:
- India 315 7%
- Romania 49 1,29%

## Cultura

### Istruzione
Scuole:
Istituto Comprensivo Brancaleone-Africo; comprendente:
-4 scuole elementari.
-3 scuole medie.
Scuole dell'infanzia:
-Scuola dell'infanzia San Giuseppe.
-Scuola dell'infanzia La Coccinella.

### Cesare Pavese a Brancaleone
Il 15 maggio del 1935 lo scrittore Cesare Pavese, in seguito ad altri arresti di intellettuali aderenti a "Giustizia e Libertà", venne sospettato di frequentare il gruppo di intellettuali a contatto con Leone Ginzburg, e venne trovata, tra le sue carte, una lettera di Altiero Spinelli detenuto per motivi politici nel carcere romano. Accusato di antifascismo, Pavese venne arrestato e incarcerato dapprima alle Nuove di Torino, poi a Regina Coeli a Roma e, in seguito al processo, venne condannato a tre anni di confino a Brancaleone Calabro.

## Infrastrutture e trasporti
Il paese possiede una stazione a tre binari, non elettrica, che serve i paesi di Bruzzano Zeffirio e Staiti.

## Amministrazione
| Periodo           | Periodo           | Primo cittadino                                            | Partito                     | Carica                    | Note                 |
| ----------------- | ----------------- | ---------------------------------------------------------- | --------------------------- | ------------------------- | -------------------- |
| 25 agosto 1988    | 14 giugno 1993    | Giovanni Mesiani                                           | Partito Socialista Italiano | Sindaco                   | [ 5 ]                |
| 14 giugno 1993    | 22 novembre 1993  | Demetrio Martino                                           |                             | Commissario prefettizio   | [ 6 ]                |
| 22 novembre 1993  | 17 novembre 1997  | Italo Pasquale Saladino                                    | Indipendente                | Sindaco                   | [ 7 ]                |
| 17 novembre 1997  | 2 marzo 1999      | Italo Pasquale Saladino                                    | Lista civica                | Sindaco                   | [ 8 ] [ 9 ]          |
| 2 marzo 1999      | 14 giugno 1999    | Giovanni Barilà                                            |                             | Commissario straordinario | [ 10 ]               |
| 14 giugno 1999    | 14 giugno 2004    | Domenico Malara                                            | Lista civica                | Sindaco                   | [ 11 ]               |
| 14 giugno 2004    | 5 giugno 2008     | Domenico Malara                                            | Lista civica                | Sindaco                   | [ 12 ] [ 13 ]        |
| 8 giugno 2009     | 27 maggio 2014    | Francesco Moio                                             | Lista civica                | Sindaco                   | [ 15 ]               |
| 27 maggio 2014    | 31 luglio 2017    | Francesco Moio                                             | Lista civica                | Sindaco                   | [ 16 ] [ 17 ]        |
| 31 luglio 2017    | 10 novembre 2019  | Isabella Giusto Giovanni Meloni Salvatore Mottola Di Amato |                             | Commissari straordinari   | [ 18 ] [ 19 ] [ 20 ] |
| 12 novembre 2019  | 22 settembre 2020 | Isabella Giusto                                            |                             | Commissario prefettizio   | [ 21 ]               |
| 22 settembre 2020 | in carica         | Silvestro Garoffolo                                        | Lista civica                | Sindaco                   | [ 23 ]               |

## Sport
A Brancaleone ha sede la squadra calcistica A.P.D. BRANCALEONE 1969, attualmente militante in Eccellenza, il massimo campionato regionale. Il Brancaleone gioca le partite casalinghe nello stadio comunale Pasquale Borrello, che si trova nei pressi del quartiere "Il Campo".